# Isabella McDonagh

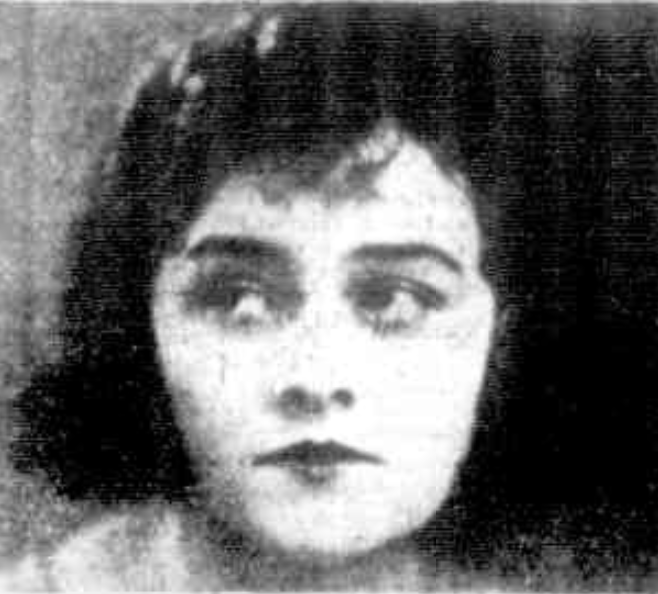
Marie Lorraine

Isabella McDonagh, znana też jako Marie Lorraine (ur. 3 stycznia 1899, zm. 5 marca 1982) – australijska aktorka teatralna i filmowa. Wraz z siostrami, Paulette i Phyllis założyła pierwsze australijskie przedsiębiorstwo filmowe zarządzane całkowicie przez kobiety. 

## Życiorys
Była córką  Annie Jane McDonagh (de domo Amora) pielęgniarki argentyńskiego pochodzenia i lekarza Johna Michaela McDonagha. Miała sześcioro rodzeństwa, w tym siostry Paulette i Phyllis. Dorastała w Sydney w dzielnicy Darlinghurst. Wbrew temu, co siostry McDonagh mówiły w późniejszych czasach, ich rodzina nie była zamożna - ojciec często tracił pieniądze na chybionych inwestycjach, wydawał też nadwyżki pieniężne na działalność charytatywną. 
W rodzinie Isabelli rozbudzano w dzieciach wrażliwość na sztukę. Ojciec świadczył usługi medyczne dla trupy teatralnej J. C. Williamson's Theatre Company, dlatego siostry McDonagh co sobotę udawały się do teatru na popołudniowe przedstawienia. Z kolei w niedziele ich rodzice niekiedy urządzali w domu wieczorki teatralne, w których brali udział aktorzy i przedstawiciele socjety. Ponadto matka, wielbicielka filmów, zabierała dzieci do kina w każdą niedzielę.
W 1925 zagrała (pod pseudonimem) w filmach Joe oraz Painted Daughters.
Wraz z siostrami założyła wytwórnię filmową w rodzinnej rezydencji na przedmieściach Drummoyne (dom ten był scenografią dla wielu fragmentów ich filmów). Według niektórych źródeł potrzebne na założenie wytwórni fundusze w wysokości 1000 £ otrzymały w spadku po ojcu, inne jednak wskazują, że był to mit propagowany przez same siostry, w rzeczywistości zaś ta kwota była częścią spadku w wysokości 8000 £, który zapisał siostrom Ernest Amora, wuj ze strony matki. 
Pierwszym filmem sióstr McDonagh był Those Who Loved (premiera 22 listopada 1926 r.). Początkowo film miał być nakręcony przez P.J. Ramstera, właściciela szkoły aktorskiej zatrudnionego przez siostry. Ale z powodu różnic artystycznych i wyraźnej przewagi Paulette, to ona zdecydowała się zająć reżyserią filmu To ona też, przy współpracy z Phyllis napisała scenariusz i plansze tekstowe. Isabella z kolei zagrała w filmie główną rolę. Scenariusz napisany przez siostry dawał jej możliwość aktorskiego wykazania się - była obecna na ekranie dłużej niż było to zazwyczaj możliwe, a stworzona dla niej rola była bardziej interesująca niż przeciętne role postaci melodramatycznych, pozwalając jej prezentować różne emocje, w różnych sytuacjach. Jej wystąpienie w tym i innych filmach chwalone było przez recenzentów za aktorską subtelność i naturalność. Film Those Who Loved różnił się od ówczesnych produkcji australijskich, które rozgrywały się zazwyczaj w buszu, za bohatera mając zazwyczaj białego mężczyznę, walczącego z nieprzyjaznym otoczeniem. Those Who Loved wzorowane było na hollywoodzkich melodramatach. Okazało się hitem na rynku australijskim, zarabiając tam więcej niż Gorączka złota Charliego Chaplina. Prasa ogłosiła produkcję najlepszym dotychczas nakręconym filmem australijskim. 
Sukces kasowy filmu umożliwił nakręcenie kolejnego, kosztującego tym razem 2000 £, The Far Paradise (1928). Choć film ponownie zbierał pozytywne recenzje, siostry McDonagh nie zarobiły na nim zbyt wiele, ze względu na to, że nie mogły znaleźć dystrybutora na rynek zalany produkcjami Hollywood. Aby wytwórnia mogła funkcjonować dalej, zmuszone były zastawić rodzinną rezydencję. Kolejną produkcją było The Cheaters. Zostało ono zgłoszone do konkursu filmowego Australian Film Competition, jednak aby spełnić wymogi konkursu siostry zmuszone były udźwiękowić produkcję, co zrodziło wiele problemów i niekorzystnie odbiło się na samym filmie i jego projekcji. 
W następnych latach siostry kręciły krótkometrażowe filmy dokumentalne.
W 1933 r. siostry nakręciły Two Minutes' of Silence. To antywojenny obraz krótkometrażowy, adaptacja sztuki Leslie Haylen Film podejmował zupełnie inną tematykę niż poprzednie filmy sióstr - melodramaty z silnym wątkiem miłosnym. Dlatego spotkała go komercyjna porażka. Jak stwierdziła Paulette: gdybyśmy nakręciły kolejny romans, cały świat jadłby nam z ręki. "Two Minutes' of Silence" było zbyt prawdziwe.
14 września 1932 Isabella wyszła za pochodzącego ze Szkocji Charlesa Stewarta, żołnierza Australijskich Sił Imperialnych. Małżonkowie przeprowadzili się do Londynu. W 1933 r. urodziło się pierwsze z ich trójki dzieci. W Londynie Isabella otrzymała propozycję podpisania kontraktu z Alexandrem Kordą, jednak odmówiła i w 1935 r. wróciła do Sydney, aby być blisko sióstr. Zagrała w kilku rolach teatralnych. Do Londynu wróciła w 1956 r.. 
W 1978 r. zapomniana twórczość sióstr McDonagh doczekała się ponownego odkrycia i docenienia - otrzymały one nagrodę Australijskiego Instytutu Filmowego za ich wkład w australijską kinematografię.